# Idioteque
Idioteque este a opta piesă de pe albumul Kid A al trupei britanice Radiohead. 